# Rafael Jazo Ceballos
Rafael Jazo Ceballos (* 1935 in Jilotlán de los Dolores, Jalisco; † 1. November 2015 in Guadalajara, Jalisco) war ein mexikanischer Unternehmer und Fußballfunktionär.

## Leben
1963 wurde Jazo Mitglied des Club Deportivo Guadalajara, wurde 1993 in den Vorstand gewählt und war von 1996 bis 1999 Präsident des Vereins. Seine wichtigste Entscheidung war die verstärkte Förderung des Nachwuchssports, mit der er den ehemaligen Spieler des Vereins wie auch des Stadtrivalen Atlas, José Luis Real, betraute. Ferner forcierte Jazo den Bau des neuen Clubhauses auf dem Gelände des vereinseigenen Grundbesitzes von Verde Valle. In seinem Hauptberuf war Jazo 43 Jahre lang in der Pharmaindustrie tätig, gehörte dem Management des staatlichen Mineralölkonzerns PEMEX an und gründete 2003 eine Firma namens Rajace, die Medikamente und Heilmittel für den heimischen Markt produziert.
Jazo starb im Alter von 80 Jahren an den Folgen von Leberkrebs, der seine Gesundheit im letzten halben Jahr seines Lebens zunehmend beeinträchtigt hatte.